# Иван Мараш
Иван Мараш (Титоград, 20. април 1986) је црногорски кошаркаш. Игра на позицији крилног центра, а тренутно наступа за Окапи Алстар.

## Успеси

### Клупски
- Будућност:
  - Првенство Црне Горе (3): 2006/07, 2007/08, 2008/09.
  - Куп Црне Горе (4): 2007, 2008, 2009, 2010.

- ЕТА Енгомис:
  - Куп Кипра (1): 2013.

- Цмоки-Минск:
  - Првенство Белорусије (2): 2014/15, 2015/16.

### Репрезентативни
- Европско првенство до 20 година:  2005,  2006.

### Појединачни
- Најкориснији играч финала Купа Кипра (1): 2013.